# Xerochrysum bicolor
Xerochrysum bicolor es una planta de la familia Asteraceae nativa de Tasmania, donde se la encuentra en hábitats húmedos cercanos a la costa. Fue descripta por primera vez por John Lindley en 1835 como Helichrysum bicolor, antes de aplicársele su nombre actual en 2001.

## Descripción
Se trata de una planta compacta, anual o perenne, que crece usualmente hasta alcanzar unos 40 cm de altura y 50 cm de ancho. Generalmente carece de ramificaciones o estas son escasas. Las hojas son lanceoladas y varían entre 2,5 y 10 cm de largo, y entre 0,3 y 1,4 cm de ancho. Los capítulos tienen un diámetro de 3 a 4 cm. Las brácteas de la inflorescencia son apergaminadas; las más externas son de color anaranjado-amarronado, mientras que las internas son amarillas.
Xerochrysum bicolor se distingue de Xerochrysum bracteatum por sus hojas más angostas. Desde el punto de vista taxonómico, es posible que Xerochrysum bracteatum y Xerochrysum bicolor sean la misma especie y que resulten fusionadas en una revisión futura.